# 泮姓
泮姓是汉字姓氏之一，现行较罕见，未被《百家姓》收录。

## 起源
一说是潘姓的俗写。另一说是复姓泮官演变而来。